# Craig Moore
Craig Andrew Moore (Sydney, 12 dicembre 1975) è un ex calciatore australiano, di ruolo difensore.

## Carriera

### Club
Di origini irlandesi, è cresciuto nelle giovanili del Rangers. Ha esordito in SPL nel 1993, e ha giocato con gli scozzesi fino al 2004, maturando e divenendo uno dei giocatori più importanti nella difesa dei Rangers. Nella stagione 1998-1999 ha vissuto una breve e positiva esperienza nel Crystal Palace, in Football League inglese. Nel gennaio 2005 è stato ceduto al Borussia Mönchengladbach, in Germania, dove ha ritrovato l'ex allenatore dei Rangers Dick Advocaat. Il 30 luglio 2006 ha firmato un contratto di due anni col Newcastle, andando così a giocare per la prima volta in Premiership.
Il 16 maggio 2007, con l'arrivo di Sam Allardyce sulla panchina del Newcastle, gli è stato riferito che il suo contratto non sarebbe stato rinnovato. Viene poi svincolato dalla squadra il 21 maggio 2007. Il 25 luglio 2007 è stato ufficializzato il suo ritorno in Australia nel Queensland Roar con cui ha firmato un contratto di due anni.
Il 7 gennaio 2010, Moore passa al club greco del Kavala.

### Nazionale
Moore ha esordito in nazionale australiana nel 1995. Nel 2004 è stato il capitano degli Olyroos alle Olimpiadi 2004 ad Atene. Nel 2006 ha rappresentato la sua nazione ai Mondiali in Germania: suo il gol su rigore contro la Croazia nel terzo match della fase a gironi che ha permesso ai Socceroos di accedere agli ottavi.